# جورج ألين (سياسي)
جورج فيليكس آلين (بالإنجليزية: George Allen) (وُلد في 8 مارس 1952) سياسي أمريكي، وعضو في الحزب الجمهوري، وشغل منصب الحاكم الـ 67 لولاية فيرجينيا منذ عام 1994 حتى عام 1998 ومنصب عضو في مجلس الشيوخ الأمريكي من فرجينيا منذ عام 2001 حتى عام 2007.
ولد لجورج آلين، المدير الفني في الدوري الوطني لكرة القدم الأمريكية، وقد شغل منصبًا في مجلس نواب فيرجينيا منذ عام 1983 حتى عام 1991، وقدم استقالته بعد فوزه في انتخابات خاصة لمنطقة الكونغرس السابعة في كاليفورنيا في نوفمبر 1991. بعد إقصاء منطقته خلال إعادة تقسيم الدوائر، رفض الترشح لولاية كاملة في عام 1992 وترشح بدلًا عن ذلك لمنصب حاكم ولاية كاليفورنيا في انتخابات عام 1993. هزم آلين النائب العام الديمقراطي من فرجينيا ماري سو تيري بنسبة 58.3% مقابل 40.9%.       
منعته حدود مدة الولاية من السعي وراء إعادة انتخاب لولاية ثانية في عام 1997، وعمل في القطاع الخاص حتى انتخابات عام 2000 التي ترشح فيها لعضوية مجلس الشيوخ الأمريكي وهزم صاحب المنصب لولايتين الديمقراطي تشاك روب. ترشح آلين لإعادة انتخابه في انتخابات عام 2006، إلا أنه هُزم بعد سباق متقارب ومثير للجدل من قبل الديمقراطي جيم ويب الأمين العام الأسبق لبحرية الولايات المتحدة. حين قرر ويب التقاعد، ترشح آلين لمقعده القديم مجددًا في انتخابات عام 2012 إلا أنه مني بهزيمة مرة أخرى كانت هذه المرة من قبل الحاكم الديمقراطي السابق تيم كاين. يشغل آلين الآن منصبًا في مجلس محافظي مؤسسة ريجان رانش في مؤسسة يونغ أمريكا حيث يعمل باحثًا رئاسيًا في ريجان رانش.

## نِشأته تعليمه ومسيرته المهنية الباكرة (1952-1982)
وُلد آلين في ويتيير، كاليفورنيا. كان والد آلين، جورج هيربيرت آلين، مديرًا فنيًا في الدوري الوطني لكرة القدم الأمريكية وأُدرج قاعة مشاهير كرة القدم المحترفين في عام 2002. خلال الحملة الانتخابية لمجلس الشيوخ، تبين أن والدة آلين، هينريتا لومبروزو، وُلدت لأبوين يهوديين سفارديين في تونس. في مناظرة عام 2006، أشار آلين إلى والدته على أنها «الفرنسية الإيطالية مع القليل من الدم الإسباني فيها». كان لدى آلين أخت أصغر، جينيفر، الكاتبة ومراسلة لشبكة إن إف إل، وشقيقين من بينهما بروس آلين، رئيس فريق واشنطن ريدسكينس السابق والمدير العام السابق لفريق تامبا باي بوكانيرز. عاش آلين وأسرته هناك حتى عام 1957. وانتقلوا إلى ضواحي شيكاغو بعد تعيين فريق شيكاغو بيرز جورج الأب. عندها عادت الأسرة إلى بالوس فيرديس في كاليفورنيا الجنوبية بعد اختيار والد آلين مديرًا فنيًا للوس أنجلس رامز في عام 1966.
تخرج آلين في عام 1970 في ثانوية بالوس فيرديس حيث كان عضوًا في نادي فالكونري ونادي السيارات. كان أيضًا لاعب وسط في فريق الجامعة لكرة القدم. التحق بعد ذلك بجامعة كاليفورنيا، لوس أنجلس، لمدة عام. في غضون ذلك، تولى والده مهام المدرب الفني مع فريق واشنطن ريدسكينس عام 1970 وانتقل آلين الصغير إلى جامعة فيرجينيا في عام 1971 حيث نال البكالوريوس بدرجة امتياز في التاريخ في عام 1974. كان رئيس الصف في عامه الرابع في يو في إيه، ولعب في فرق يو في إيه للرغبي وكرة القدم.
بعد تخرجه، أكمل آلين درجة الدكتوراه في القانون من كلية الحقوق في جامعة فيرجينيا عام 1977. في عام 1976، كان رئيس «الشبان الفيرجينيين لرونالد ريغان». خارج كلية القانون، شغل منصب كاتب قانوني لدى القاضي غلين مورغان ويليامز من محكمة مقاطعة الولايات المتحدة للمنطقة الغربية من فيرجينيا.

## مناصب
- في انتخابات مجلس النواب الأمريكي 1990 [الإنجليزية]‏، انتخب عضو مجلس النواب الأمريكي عن دائرة Virginia's 7th congressional district [الإنجليزية]‏ وقد انضم خلال فترته النيابية [الإنجليزية]‏ (5 نوفمبر 1991 – 3 يناير 1993)  للكتلة البرلمانية الحزب الجمهوري.
- في انتخابات مجلس الشيوخ في الولايات المتحدة 2000 [الإنجليزية]‏، انتخب عضو مجلس الشيوخ الأمريكي عن دائرة Virginia ‏ وقد انضم خلال فترته النيابية [الإنجليزية]‏ (3 يناير 2001 – 3 يناير 2003)  للكتلة البرلمانية الحزب الجمهوري.
- في انتخابات مجلس الشيوخ في الولايات المتحدة 2000 [الإنجليزية]‏، انتخب عضو مجلس الشيوخ الأمريكي عن دائرة Virginia ‏ وقد انضم خلال فترته النيابية [الإنجليزية]‏ (3 يناير 2003 – 3 يناير 2005)  للكتلة البرلمانية الحزب الجمهوري.
- في انتخابات مجلس الشيوخ في الولايات المتحدة 2000 [الإنجليزية]‏، انتخب عضو مجلس الشيوخ الأمريكي عن دائرة Virginia ‏ وقد انضم خلال فترته النيابية [الإنجليزية]‏ (3 يناير 2005 – 3 يناير 2007)  للكتلة البرلمانية الحزب الجمهوري.
- انتخب حاكم فرجينيا [الإنجليزية]‏ (15 يناير 1994 – 17 يناير 1998).
- انتخب عضو مجلس نواب الولايات المتحدة عن ولاية فرجينيا.
- انتخب عضو مجلس النواب الأمريكي.
- انتخب عضو مجلس الشيوخ الأمريكي عن دائرة فرجينيا (3 يناير 2001 – 3 يناير 2007).

## روابط خارجية
- جورج ألين على موقع IMDb (الإنجليزية)
- جورج ألين على موقع الموسوعة البريطانية (الإنجليزية)
- جورج ألين على موقع إن إن دي بي (الإنجليزية)